# Artsvanist
Artsvanist (in armeno Արծվանիստ?, fino al 1968 Nerkin, Aluchalu, Alichali) è un comune dell'Armenia di 3 218 abitanti (2009) della provincia di Gegharkunik.